# Pistilo

Ubicación del gineceo.

Un pistilo es cada unidad del órgano femenino de una flor compuesta de ovario, estilo y estigma y constituye con un carpelo. El conjunto de todos los carpelos pueden estar formados por uno o más pistilos. Sin embargo, cuando hay más de un pistilo, no necesariamente se corresponde su cantidad con la cantidad de carpelos. El conjunto de carpelos forma el gineceo. 
Algunos botánicos no consideran el pistilo un término muy útil.